# Солонцовка (Воронежская область)
Солонцо́вка — посёлок в Таловском районе Воронежской области.
Входит в состав Абрамовского сельского поселения.

## География
Посёлок находится на берегу реки Добринка.

### Часовой пояс
Посёлок Солонцовка, как и вся Воронежская область, находится в часовой зоне МСК (московское время). Смещение применяемого времени относительно UTC составляет +3:00.

## Население
| 2010 |
| ---- |
| 214  |

## Улицы
| - ул. Заречная, - пер. Зелёный, - ул. Набережная, - ул. Нагорная, | - ул. Народная, - ул. Садовая, - ул. Школьная. |

## Инфраструктура
До 2014 года в посёлке функционировала начальная общеобразовательная школа.